# Coronel Martins
Coronel Martins est une ville brésilienne de l'ouest de l'État de Santa Catarina.

## Géographie
Coronel Martins se situe par une latitude de 26° 30′ 44″ sud et par une longitude de 52° 40′ 09″ ouest, à une altitude de 695 mètres. Sa population était de 2 458 habitants au recensement de 2010. La municipalité s'étend sur 107 km2.
Elle fait partie de la microrégion de Xanxerê, dans la mésorégion Ouest de Santa Catarina.

## Villes voisines
Coronel Martins est voisine des municipalités (municípios) suivantes :
- Galvão
- São Domingos
- Santiago do Sul
- Novo Horizonte